# Niclas Jensen
Niclas Christian Monberg Jensen (Koppenhága, 1974. augusztus 17. –), dán válogatott labdarúgó.
A dán válogatott tagjaként részt vett a 2002-es világbajnokságon és a 2004-es Európa-bajnokságon.

## Sikerei, díjai
PSV
- Holland bajnok (1): 1996–97
- Holland szuperkupagyőztes (2): 1996, 1997

Koppenhága
- Dán bajnok (3): 2000–01, 2008–09, 2009–10
- Dán kupagyőztes (1): 2008–09
- Dán szuperkupagyőztes (1): 2004